# Gexi
Gexi (kinesiska: 格西乡, 格西) är en socken i Kina. Den ligger i provinsen Sichuan, i den sydvästra delen av landet, omkring 280 kilometer väster om provinshuvudstaden Chengdu. Antalet invånare är 3 201. Befolkningen består av 1 632 kvinnor och 1 569 män. Barn under 15 år utgör 21,0 %, vuxna 15-64 år 72 %, och äldre över 65 år 5,0 %.
Genomsnittlig årsnederbörd är 1 138 millimeter. Den regnigaste månaden är juni, med i genomsnitt 253 mm nederbörd, och den torraste är december, med 5 mm nederbörd.